# Lucien-Julien-René André
Lucien-Julien-René André, francoski general, * 1878, † 1969.